# La ragazza di via Condotti
La ragazza di via Condotti è un film del 1974 diretto da Germán Lorente.

## Trama
Durante un rapporto, un uomo mette le mani al collo di una bella signora iniziando lo strangolamento. Il giovane detective Sandro Mattei, nel rientrare a casa, scopre il cadavere della moglie, psicopatica e ninfomane oltre che dedita all'alcool.
Sandro cerca l'assassino di sua moglie, uccisa mentre si trovava con l'amante. Prima dell'arrivo della polizia, effettuando ricerche sul luogo del delitto, si accorge di una foto che ritrae un uomo a cavallo di una potente moto di grossa cilindrata e, sullo sfondo, un'indistinta e sfocata figura femminile.
Appropriatosi del prezioso reperto, il vedovo si getta a capofitto nelle indagini private, aiutato dalla fedele Tiffany, giovane fotoreporter americana a Roma per lavoro che riconosce nella misteriosa signora della foto la proprietaria di un'elegante boutique di Via Condotti, una certa Laura Damiani, da tempo legata sentimentalmente all'avvocato Giorgio Russo, noto esponente dell'alta borghesia capitolina nonché stimatissimo e affermato professionista. A Russo, Mattei affida la parte legale del caso mentre per conto suo, tra una sosta e l'altra nelle braccia della collaboratrice Tiffany e poi della stessa Laura e scampando a sanguinosi agguati, si adopera a dipanare la matassa sempre più ingarbugliata.

## Colonna sonora
Nella colonna sonora compare la canzone Una ragazza come tante, interpretata da Augusto Daolio, cantante dei Nomadi.

## Accoglienza

### Critica
All'epoca il film venne universalmente stroncato e bollato come "melenso" e "insipido" nonostante le ottime prestazioni di Frederick Stafford di Michel Constantin della bellissima Claude Jade e le grazie di Femi Benussi generosamente esibite. (Mondo Culto)